# Hans von Kulmbach

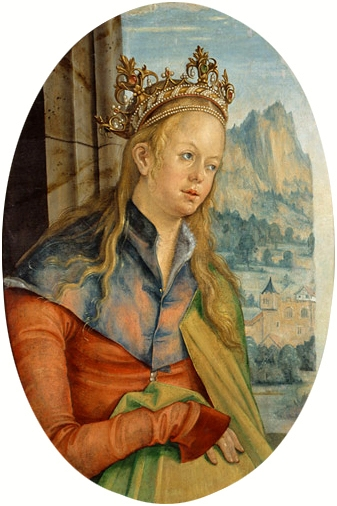
Św. Katarzyna Aleksandryjska (1511), Muzeum Czartoryskich w Krakowie

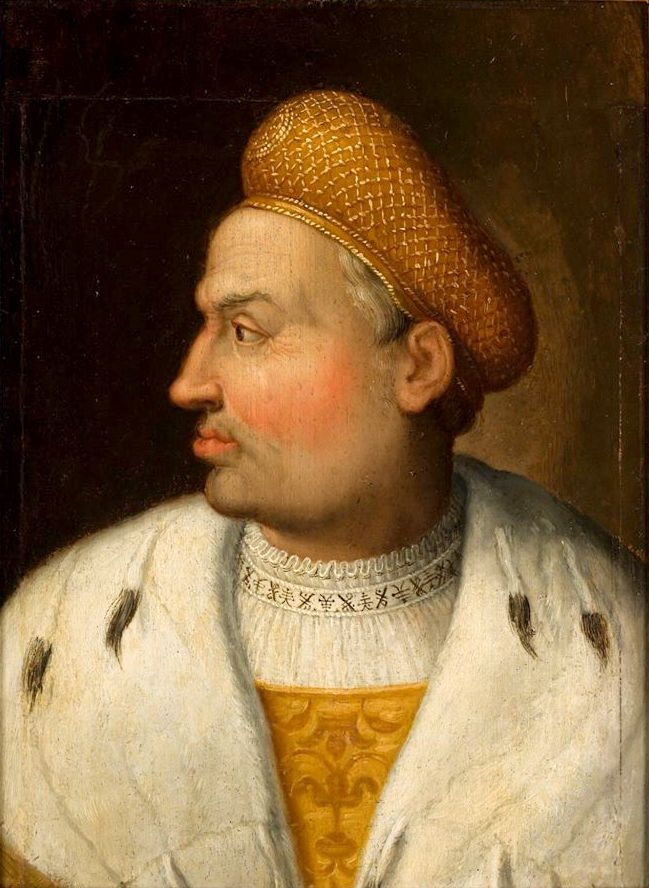
Portret króla Zygmunta I Starego (1511–18), Galeria Malarstwa i Rzeźby Muzeum Narodowego w Poznaniu

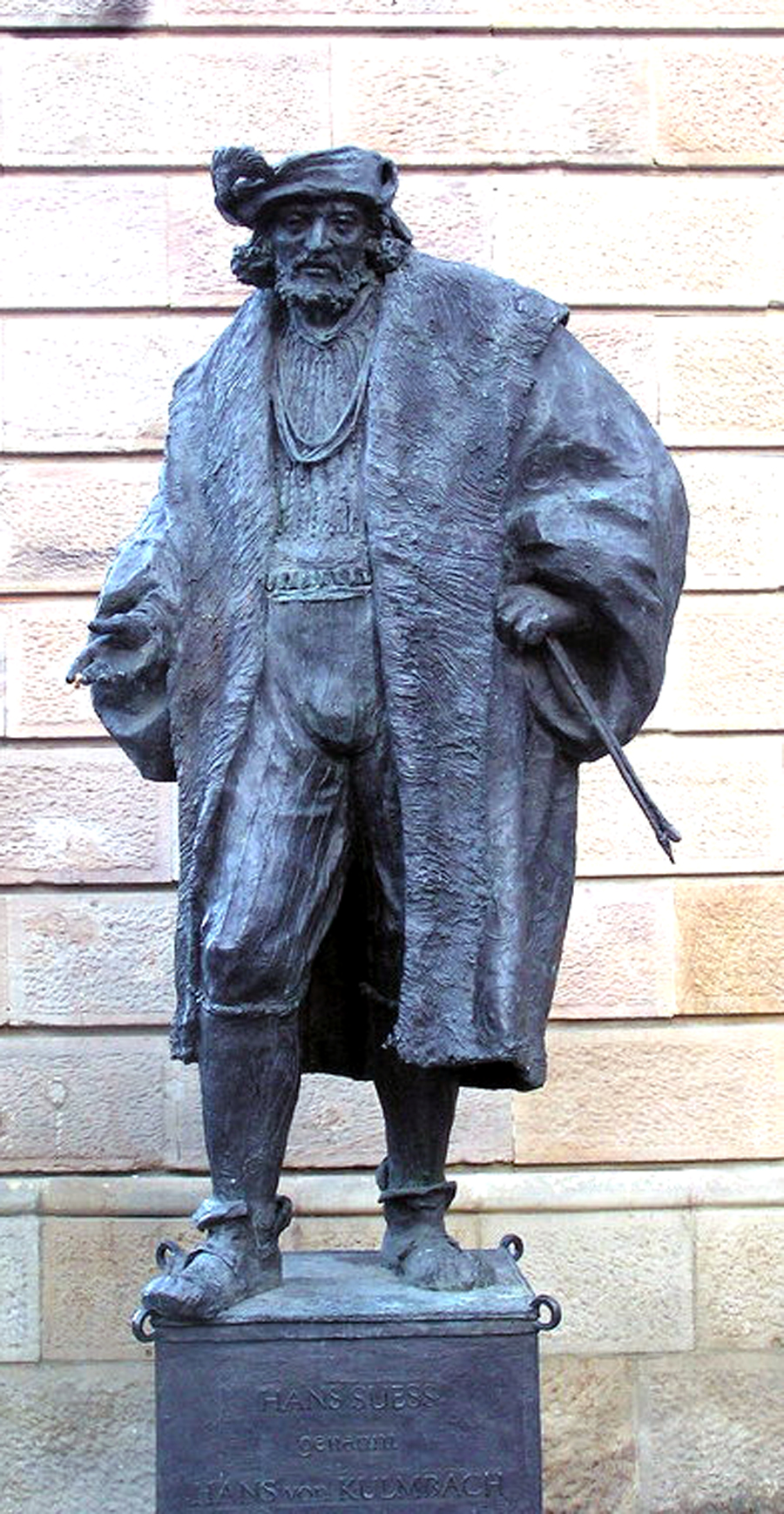
Pomnik Hansa von Kulmbach przed ratuszem w Kulmbach

Hans von Kulmbach, zw. Hans Süss lub Hans z Kulmbachu lub Mistrz Ilustracji Celtisa (ur. ok. 1480 w Kulmbach, zm. między 29 listopada a 3 grudnia 1522 w Norymberdze) – niemiecki malarz i grafik epoki renesansu.
W latach 1491–1495 uczył się u Michaela Wolgemuta, a od 1500 w warsztacie Albrechta Dürera. Być może był też uczniem
Jacopa de Barbari w Wenecji. W 1505 założył własny warsztat w Norymberdze. Tworzył m.in. dla cesarza Maksymiliana I oraz margrabiego brandenburskiego Kazimierza Hohenzollerna.
W latach 1509–1511 i 1514–1515 działał w Krakowie. Na zamówienie Jana Bonera wykonał dwa ołtarze do jego kaplicy rodzinnej Świętego Ducha (później zw. Świętych Janów) w kościele Mariackim. Obydwa ołtarze zachowały się jedynie we fragmentach. Historia życia św. Katarzyny ukazana została na 8 podłużnych obrazach tworzących prawdopodobnie szfiasty ołtarz. Z cyklu poświęconego św. Janowi Apostołowi Ewangeliście zachował się tylko obraz Zejście św. Jana do grobu.
Był autorem licznych ołtarzy i portretów. Projektował witraże (m.in. Zabójstwo św. Stanisława, Męczeństwo św. Sebastiana, Męczeństwo św. Erazma). Wykonywał też ilustracje książkowe, m.in. do dzieł Konrada Celtisa. Zachowało się ok. 70 jego drzeworytów.

## Dzieła
- Kazanie św. Piotra –  ok. 1510, 117 × 93 cm, Uffizi, Florencja
- Koronacja Maryi –  1514, 117 × 79 cm, Kunsthistorisches Museum, Wiedeń
- Margrabia brandenburski Kazimierz Hohenzollern  1511, 43 × 31,5 cm, Stara Pinakoteka, Monachium
- Narodziny Marii –  1510–11, 61 × 38 cm, Museum der Bildenden Künste, Lipsk
- Nawiedzenie –  1510–11, 61 × 37 cm, Museum der Bildenden Künste, Lipsk
- Pojmanie świętych Piotra i  Pawła –  ok. 1510, 117 × 93 cm, Uffizi, Florencja
- Poliptyk Życie Chrystusa –  Uffizi, Florencja
- Portret króla Zygmunta I Starego  1511–18, 24 × 18 cm, Galeria Malarstwa i Rzeźby Muzeum Narodowego w Poznaniu
- Portret mężczyzny –  1510–20, 47 × 31 cm, North Carolina Museum of Art, Raleigh
- Portret młodego mężczyzny –  ok. 1508, 18 × 14 cm, Metropolitan Museum of Art, Nowy Jork
- Portret młodego mężczyzny –  1520, 42 × 30 cm, Gemäldegalerie, Berlin
- Portret młodzieńca –  ok. 1529, 36 × 27 cm, Germanisches Nationalmuseum, Norymberga
- Studium młodzieńca –  1513, Universitatssammlung, Getynga
- Wniebowstąpienie –  1513, 61,5 × 36 cm, Metropolitan Museum of Art, Nowy Jork
- Zejście św. Jana do grobu –  1516, Muzeum Narodowe w Warszawie
- Zesłanie Ducha Świętego –  1510–11, 61 × 38 cm, Museum der Bildenden Künste, Lipsk
- Zwiastowanie –  ok. 1513, 61 × 39 cm, Germanisches Nationalmuseum, Norymberga

### Ołtarze
- Tryptyk Maryjny –  1511, Kościół św. Michała Archanioła i św. Stanisława Biskupa w Krakowie 
  - Pokłon Trzech Króli –  1511, 153 × 110 cm, Gemäldegalerie, Berlin 
  - Ucieczka do Egiptu –  1511, Klasztor Paulinów na Skałce, Kraków 
  - Święta Katarzyna Aleksandryjska –  1511, 56 × 38 cm, Muzeum Czartoryskich w Krakowie
- Ołtarz św. Katarzyny –  1514–15), Kościół Mariacki w Krakowie (fragm. obecnie w Muzeum Narodowym w Krakowie)
- Ołtarz św. Jana Ewangelisty –  1516, Kościół Mariacki w Krakowie (fragm. m.in. w kościele św. Floriana w Krakowie)
- Ołtarz Kosmy i Damiana –  1507–8, 197 × 55 cm + 197,4 × 54,6 cm, Germanisches Nationalmuseum, Norymberga
- Ołtarz Maryjny –  1508, Kościół parafialny w Cadolzburg
- Ołtarz Tucherów (Epitafium) –  1503–13, Kościół św. Sebalda, Norymberga
- Poliptyk ze scenami z życia świętych apostołów Piotra i Pawła –  ok. 1510, Uffizi, Florencja
- Tryptyk Różańcowy –  1510–13, 117,2 × 84,3 cm + 122,5 × 38,5 cm (panele), Museo Thyssen-Bornemisza, Madryt
- Tryptyk św. Stanisława z Pławna –   ok. 1520, 195 × 190 cm, Muzeum Narodowe w Warszawie (przypisywany)